# 학생용 넥타이

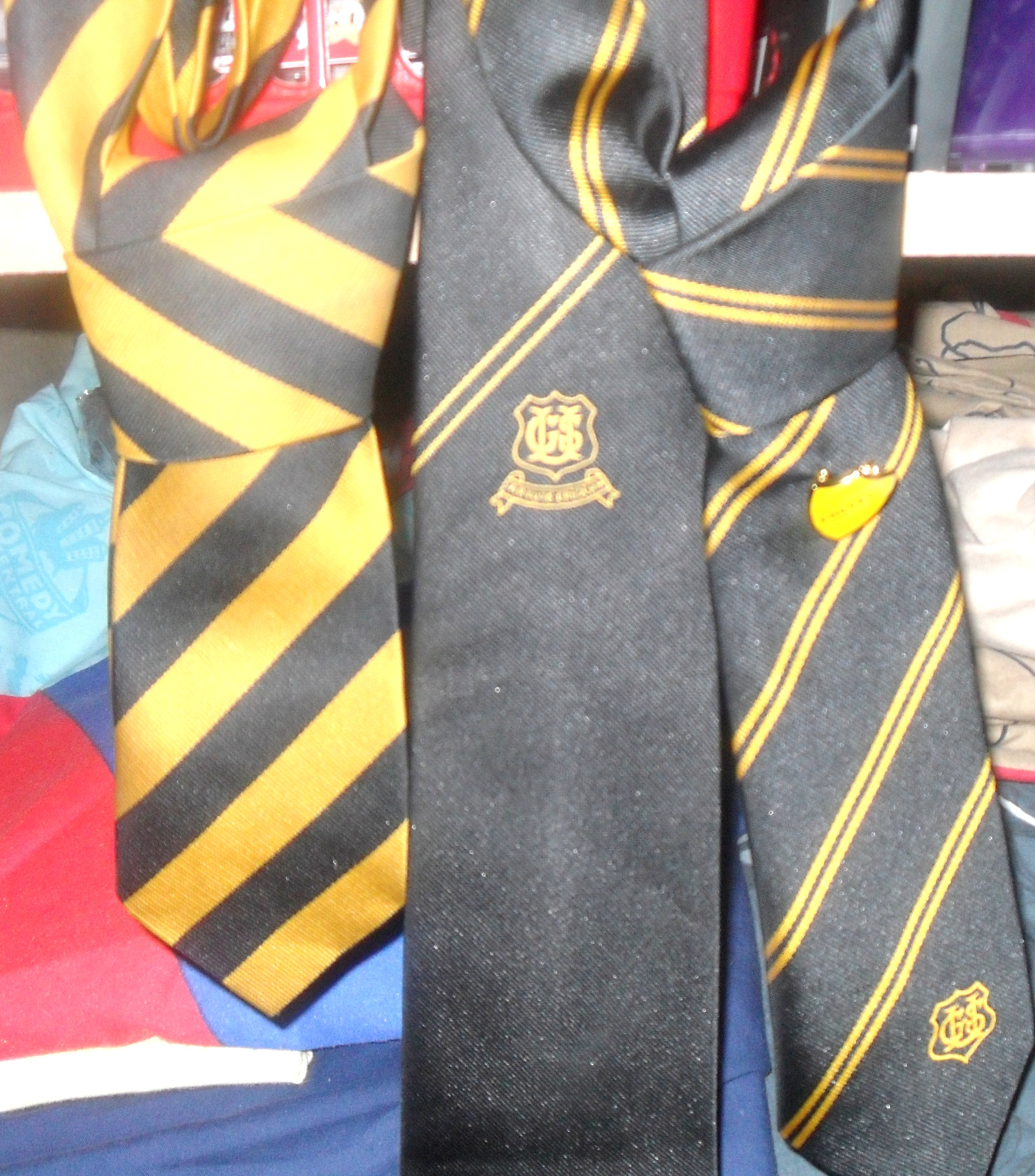
학생용 넥타이

학생용 넥타이는 학생들이 하고 다니는 넥타이이다. 대한민국의 경우, 교복과 같이 입는다.